# Botrychium gallicomontanum
Botrychium gallicomontanum — вид псилотоподібних рослин родини вужачкові (Ophioglossaceae).

## Поширення
Рідкісний вид, що поширений у преріях на півночі США. Відомий у двох локалітетах у Міннесоті (округи Кіттсон і Норман), у національному парку Глейшер у Монтані, на масиві Чорні пагорби у Південній Дакоті.